# TAS5380

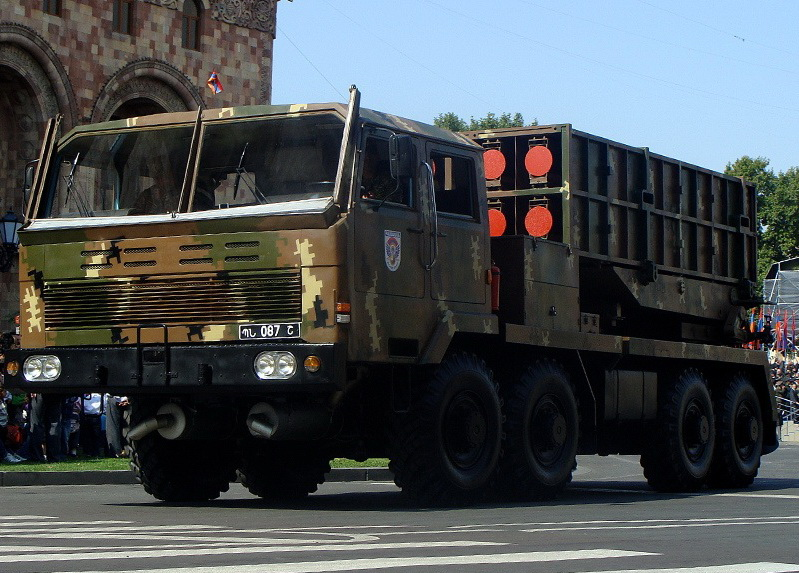
TAS5380SQ, WM-80-Mehrfachraketenwerfer

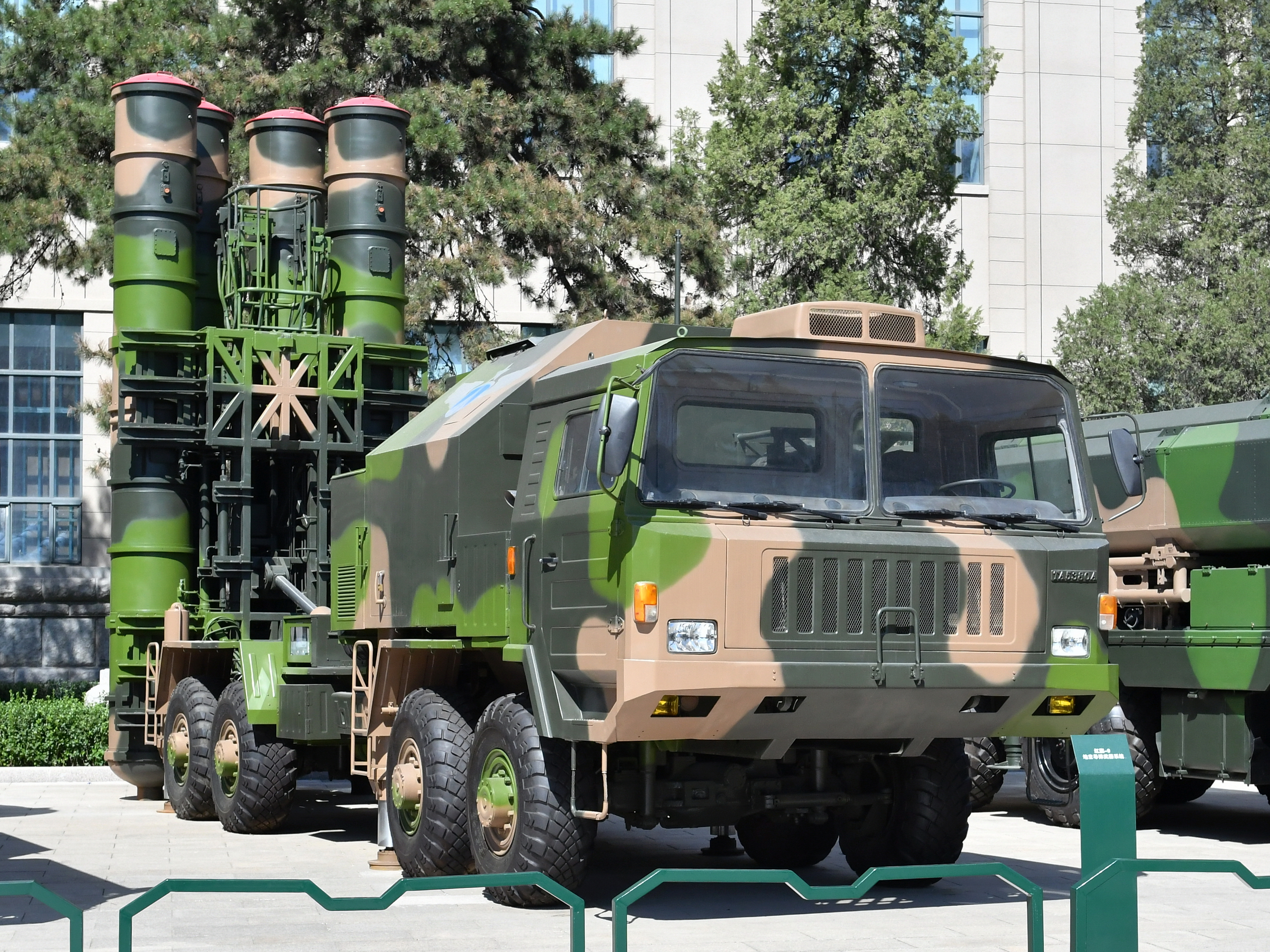
TAS5380A, HQ-9-Startfahrzeug

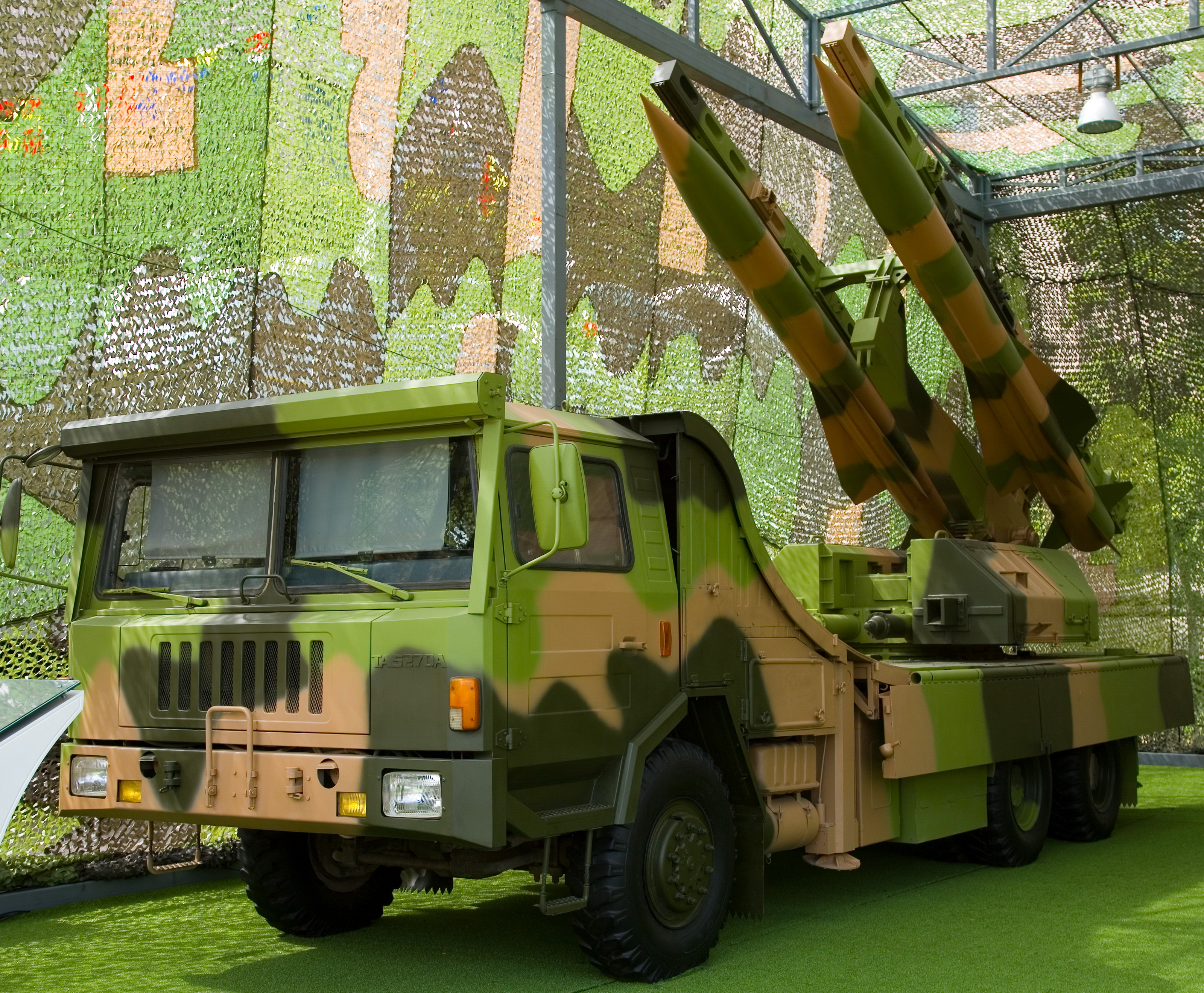
TA5270A, KS-1-Flugabwehrraketenstartfahrzeug

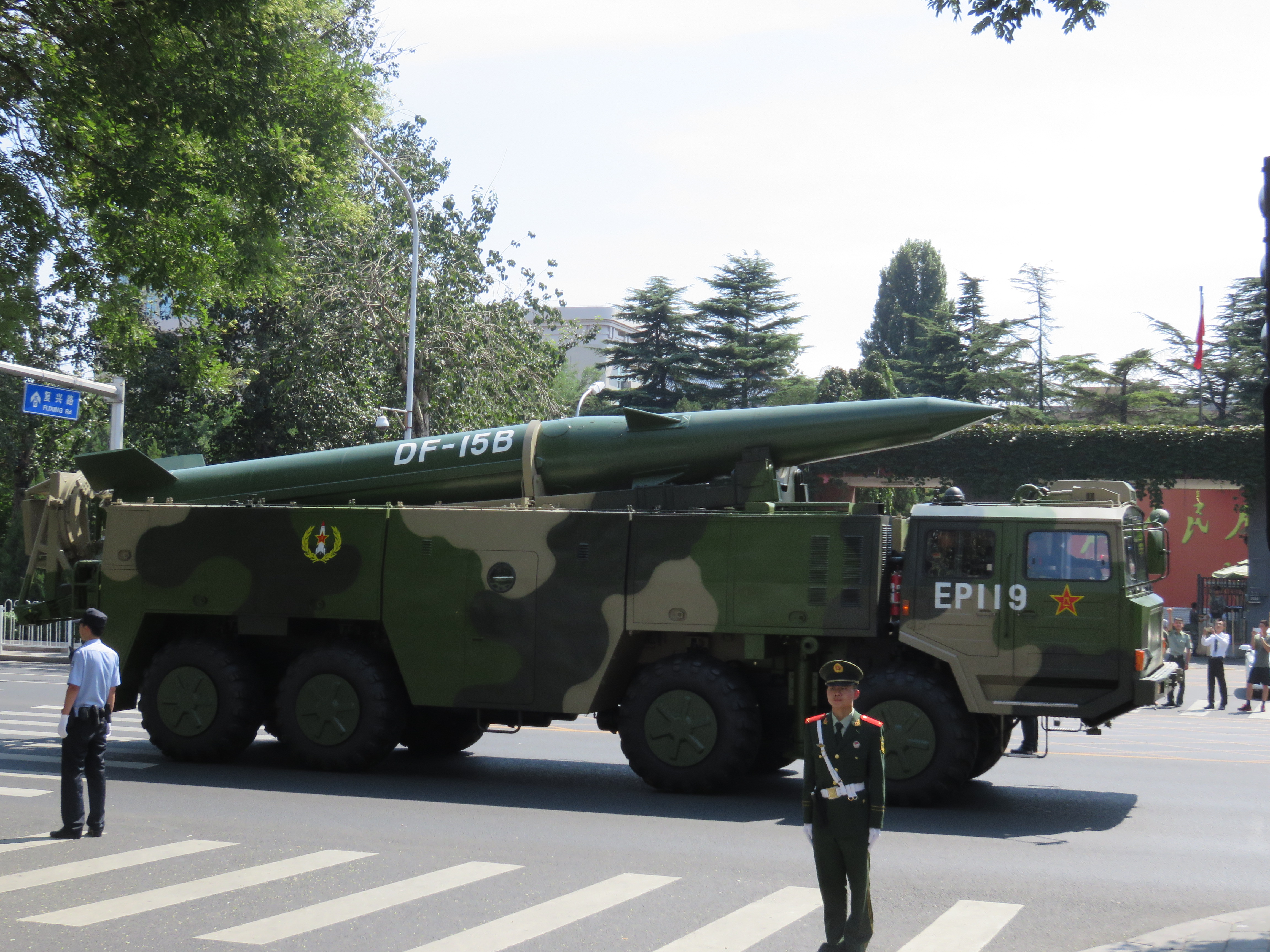
TAS5450, DF-15B-Kurzstreckenrakete

Der TAS5380 ist ein schwerer vierachsiger chinesischer Lastkraftwagen (8×8), der wie der WS2400 eine Kopie des sowjetischen MAZ-543 darstellt.

## Beschreibung
Mitte der 1970er-Jahre begann Taian Aerospace Special Vehicle in Tai’an mit dem Nachbau des schweren sowjetischen/belarussischen LKWs MAZ-543. Er sollte wie sein Vorbild als mobile Raketenstartrampe für ballistische Raketen wie die DF-15 (CSS-6) dienen. Das Ergebnis erhielt die Bezeichnung TAS5380 8×8, der ab 1979 zur Verfügung stand.
Angetrieben wird der TAS5380 von einem wassergekühlten Dieselmotor, der von westlichen Herstellern zugekauft wird. Es existieren verschiedene Versionen des LKWs mit zum Teil unterschiedlichen Antriebsformeln, auch das kippbare Führerhaus wurde seit 1979 äußerlich verändert.
Ausgehend vom TAS5380 wurden zudem diverse zivile LKW-Versionen produziert. Beispielsweise das Flugplatz-Sonderfahrzeug TAS5130XJZ auf Basis des TAS5130 (4×4), welches mit einem 230-PS-Dieselmotor von Cummins ausgestattet ist.

## Varianten
- TAS5130: Allrad-Lkw, 4×4, 5 Tonnen[5]
- TAS5150: Allrad-Lkw, 4×4, 6 Tonnen[5]
- TAS5180: Allrad-Lkw, 4×4, 9 Tonnen
- TAS5270: Schwerlast-Lkw, 6×6, 12 Tonnen[5]
- TAS5270A: Schwerlast-Lkw, 6×6, 16 Tonnen
- TAS5310: Schwerlast-Lkw, 6×6, 15 Tonnen
- TAS5350: Schwerlast-Lkw, mobile Startrampe für das HQ-16-System, 6×6, 18 Tonnen[6]
- TAS5380: 8×8-Prototyp, 20 Tonnen (ursprüngliche Version)[5]
- TAS5380A: Allrad-Lkw, 8×8, mobile Raketenstartrampe für das FT-2000-Flugabwehrraketensystem (HQ-9) mit modernisiertem Führerhaus, 20 Tonnen
- TAS5380SQ: mobile Raketenstartrampe für den WM-80-Raketenwerfer, 6×6, 30 Tonnen
- TAS5382: Raketentransport- und Ladefahrzeug, 8×8, 20 Tonnen
- TAS5450: mobile Raketenstartrampe für die Systeme A-100 und DF-15, 8×8, 24 Tonnen[5]
- TAS5530: Schwerer mehrachsiger Lkw, 10×8 (oder 10×6), 30 Tonnen
- TAS5501: Schwerlast-Lkw, 10×10, 30 Tonnen[5]
- TAS5570: mobile Raketenstartrampe für das DF-15-System, 10×10, 30 Tonnen
- TAS5690: Schwerlast-Lkw, 12×12, 40 Tonnen